# Bulbophyllum conchidioides
Bulbophyllum conchidioides là một loài phong lan thuộc chi Bulbophyllum.